# Joe Kirkwood Jr.
Joe Kirkwood Jr. (ur. 30 maja 1920, zm. 7 września 2006 w Hesperii) – amerykański golfista i aktor pochodzenia australijskiego.

## Filmografia
- 1946: Dzień i noc jako Kolega
- 1948: Joe Palooka in Fighting Mad jako Joe Palooka
- 1950: Joe Palooka in Humphrey Takes a Chance jako Joe Palooka
- 1961: Małżeńska karuzela jako Henry

## Wyróżnienia
Posiada swoją gwiazdę na Hollywoodzkiej Alei Gwiazd.